# 2-й гвардейский артиллерийский парк
2-й гвардейский артиллерийский парк — гвардейская артиллерийская часть Русской Императорской гвардии.
Старшинство: 22 марта 1877 года. Парковый праздник: 28 ноября — День мученика Василия.
Дислокация: Стрельна, Петербургский военный округ.

## История
- 22 марта 1877 года — вновь сформирован 2-й Дивизионный летучий парк.

В период 1877 — 1878 годов летучий парк участвовал в русско-турецкой войне, пополняя расход боевых припасов в гвардейских войсках на полях сражений.
- 6 июня 1886 года воинская часть наименована — 2-м Гвардейским летучим артиллерийским парком.
- 21 ноября 1905 года формирование наименовано — 2-м Гвардейским артиллерийским парком.

В 1910 году 2-й Гвардейский артиллерийский парк расформирован.

## Командир
- А. Д. Радкевич, полковник (на 1 января 1909 года).